# 狮子山 (石林)

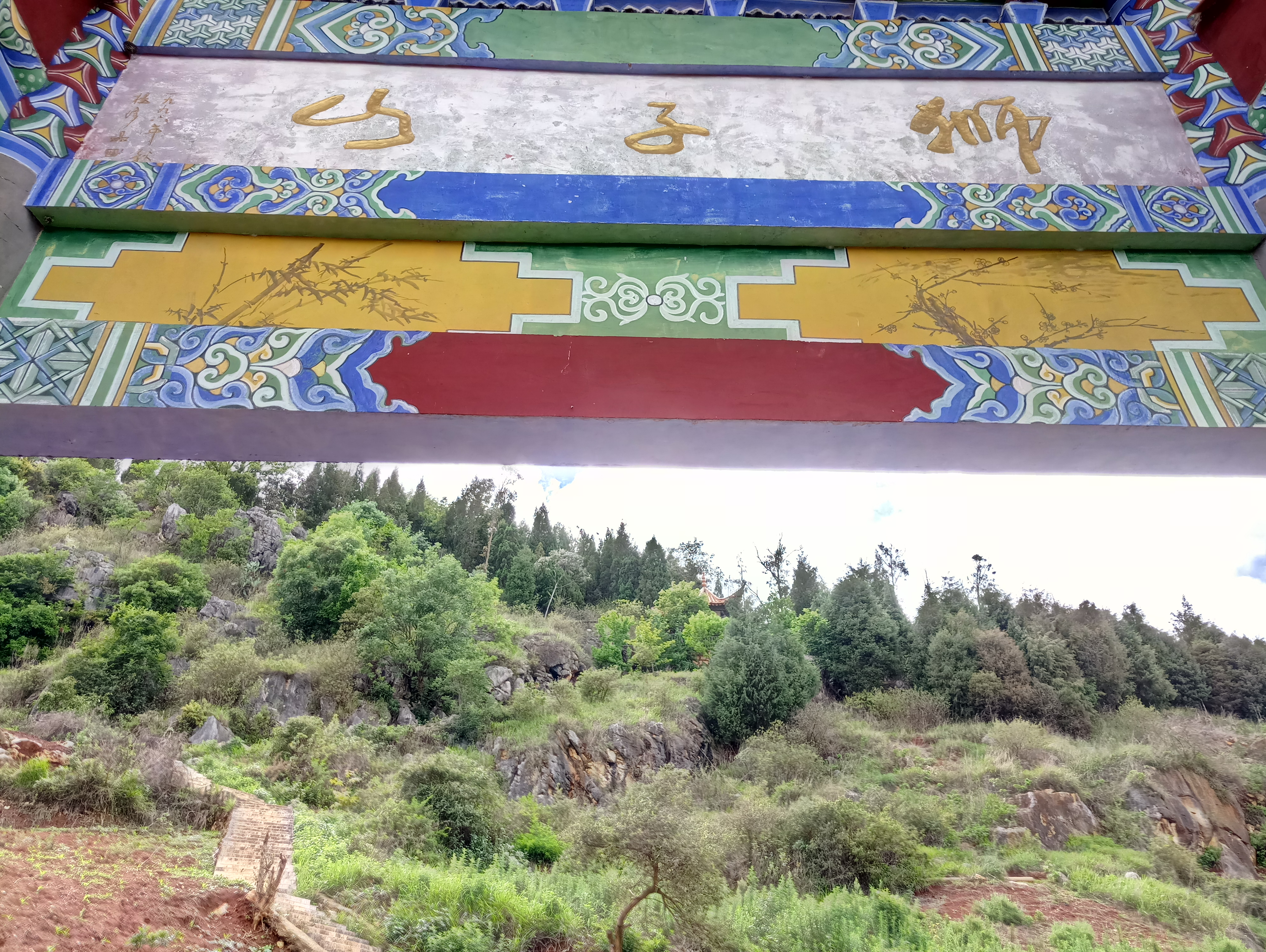
狮子山的牌坊

狮子山是云南省石林彝族自治县的一座山峰，位于石林县城以西，海拔1,860米，面积800亩。狮子山由石灰岩和红壤组成，古木成荫，草木丛生。因南岭断岩峻耸向北伏缓，如雄狮坐视，故名“狮子山”。1964年封山育林，林木复苏，建有护林房。明清路南八景之一的“狮岭晴岚”即此，山上建有佛教寺院一座，即狮山寺。